# Árnyék (optikai jelenség)

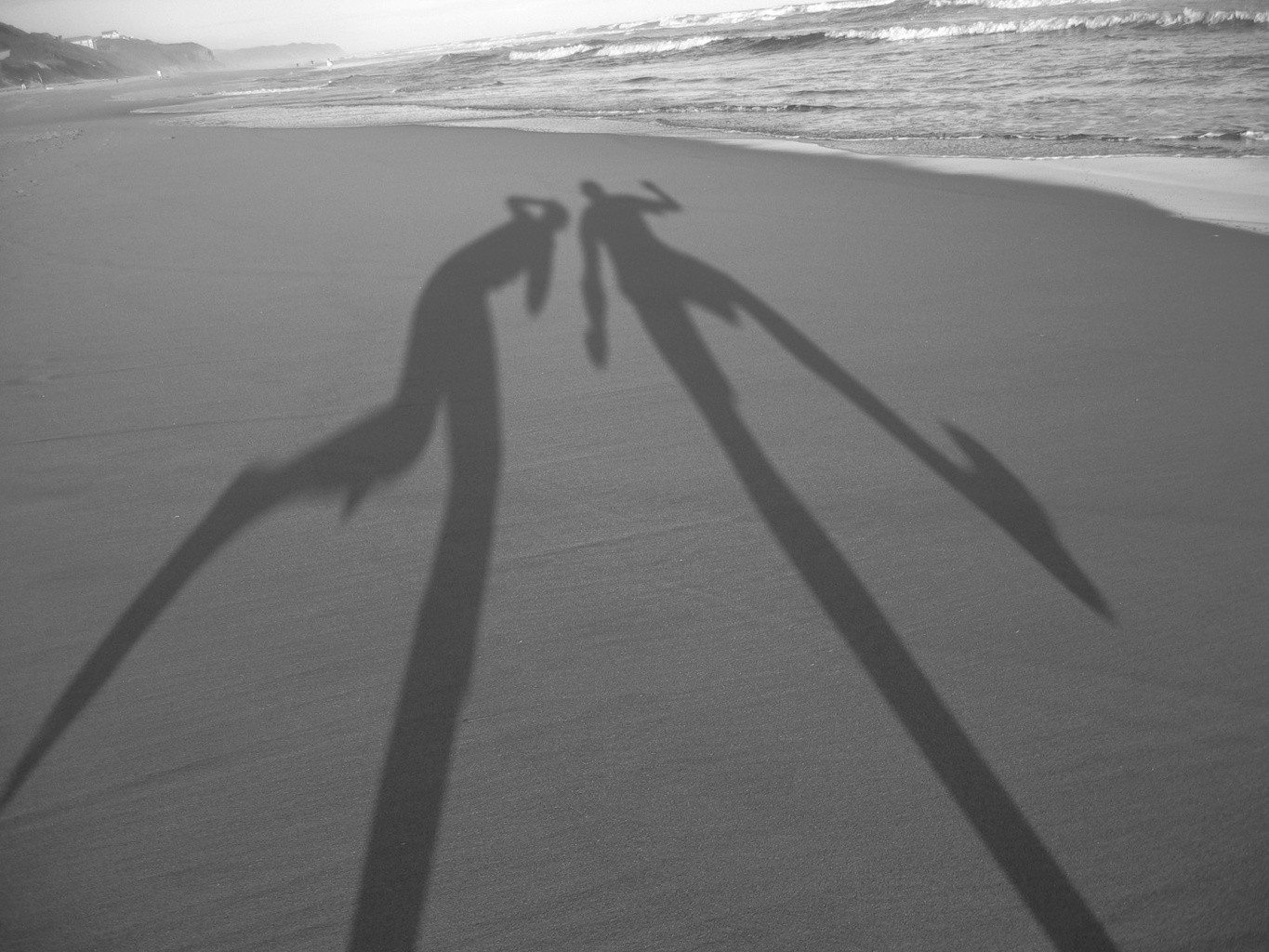
árnyékok

Az árnyék egy megvilágított, át nem látszó test mögött a fény egyenes vonalú terjedése miatt keletkező fénymentes, sötét térrész. Alakja és nagysága függ a megvilágított test és a fényforrás alakjától. Amennyiben a fényforrás nem pontszerű, az árnyék nem egyenletes: magjába továbbra sem jut fény, míg máshová a fényforrás felületének egy részéről érkeznek fénysugarak.
Pontszerű fényforrás esetén az árnyékoló test és a fényforrás meghatároz egy árnyékkúpot. Ebből a kúpból metszi ki a háttér az árnyékot. Ha a háttér sík, és merőleges az árnyékkúp tengelyére, akkor az árnyék geometriailag hasonló lesz az árnyékoló test keresztmetszetéhez. Ha a háttér nem sík, vagy nem merőleges, akkor az árnyék torzul.
Több fényforrás, illetve kiterjedt fényforrás esetén az árnyék a fényforrások pontjai által adott árnyékok szuperpozíciójával magyarázható; így a keletkező árnyék egy része sötétebb, más része világosabb lesz.

## Árnyék és félárnyék
Árnyék (umbra)

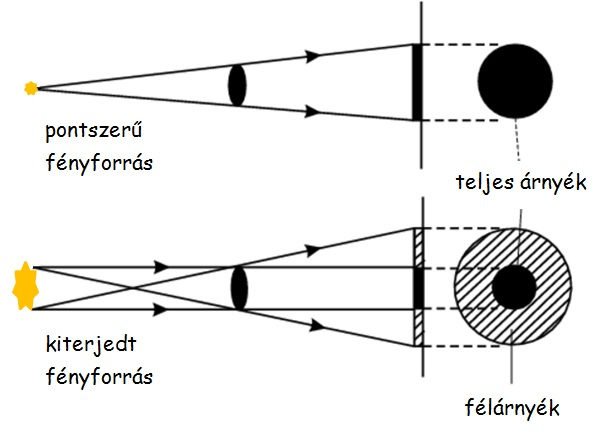
árnyékok pontszerű és kiterjedt fényforrás esetén

Ha egy helyiségben egy pontszerű fényforrásból egy nem átlátszó lap irányába árad a fény, és a fényforrás és a lap közé egy másik nem átlátszó testet teszünk, akkor a lapra árnyék vetődik. Az élesen határolt, de nem teljesen sötét árnyékos területre nem érkezik fény közvetlenül a fényforrásból, de a szoba egyéb felületeiről való visszaverődés révén igen.
Félárnyék (penumbra)
Ha a fény kiterjedt fényforrásból származik, akkor a nem átlátszó test mögött a lapon teljes és félárnyék jön létre.
A lap nagy része világos lesz - ezeket a helyeket az egész fényforrás megvilágítja. Ahová a fényforrásból nem jut közvetlenül fény ott teljes árnyék jön létre.  Vannak olyan részek is, amelyeket csak a lámpa egyik része világít meg - ott félárnyék van.

## Árnyék a világűrben
Teljes napfogyatkozáskor, amikor a Hold a Nap és a Föld közé kerül, és a Hold árnyékkúpja eléri a Föld felszínét, az árnyékos területeken a nappali fényesség helyett pár percre esti félhomály lesz. A Föld légköre miatt ilyenkor sincs teljes sötétség.
Teliholdkor a Holdnak erős, tiszta a fénye, mert a Nap sugarai a teljes felénk forduló részét megvilágítják, a Föld körüli pályáján haladva azonban néha a Föld árnyékába kerül. Ilyenkor fényessége jelentősen csökken, alig látható. A jelenséget holdfogyatkozásnak nevezzük.
Ha a Hold Föld körüli pályája és a Föld Nap körüli pályája egy síkba esne, minden teliholdkor holdfogyatkozást figyelhetnénk meg. A valóságban a Hold keringési síkja eltér a Földétől, ezért a Hold a legtöbb esetben kikerüli a Föld árnyékát.